# Valvaster
Valvaster is een geslacht van zeesterren uit de familie Asteropseidae.

## Soort
- Valvaster striatus (Lamarck, 1816)